# Филип Пинел
Филип Пинел (фр. Philippe Pinel; 20. април 1745 — 25. октобар 1826) је био француски лекар и психијатар, један од оснивача психијатрије, а по некима и један од доајена интерне медицине свога доба. Од стране многих бографа био је описан као „отац модерне психијатрије“. Највећу славу и углед Пинел је стекао својом Класификацијом менталних поремећаја, из 1798, коју је започео филозофском нозогрфијом. Пинел је одиграо и кључну улогу у развоју хуманијег психолошког приступа лечењу и старању о психијатријским болесницима.

## Живот и каријера
Филип Пинел је рођен 20. априла 1745 у фр. Saint-Paul-Cap-de-Joux (општини између Лавура и Кастреса у француском региону Тарн у Јужним Пиринејима). Он је био син скромног хирурга који га је послао на школовање у Лавур да изучи верско беседништво, латински и религију. Пинел је извесно време изучавао теологију, али је при крају школовања, напустио теологију и верску каријеру и преселио се у Тулуз, где је студирао математику и медицину, коју је дипломирао 1773. Даље школовање наставио је у Монпељеу да би 1778 стигао у Париз. У њему је Пинел прво даво приватне часове из математике и преведио медицинских текстове (као што су фр. Institutions de médecine pratique Кулена и фр. Œuvres médicales Багливијеа ).
Учествовао је у Француској револуцији од 1789, иако се својим ставовима дистанцирао од политичких активности током терора.